# Claes Waern
Claes-Bertil Waern, känd som Claes Waern, född 30 maj 1946 i Bromma församling i Stockholm, är en svensk journalist och författare.
Claes Waern är son till evangelisten och författaren Bertil Waern och Gurly Vedebrand. Han var i unga år pastor och därefter journalist och redaktionell ledare för tidningarna Dagen och Samhällsgemenskap. Han har också varit chefredaktör och VD för Kyrkans Tidning samt VD för Dagengruppen och direktor för Pingst – fria församlingar i samverkan.
Han har författat flera barnböcker och gett ut en intervjubok om KD-ledaren Alf Svensson. Han var huvudredaktör för ett verk om Pingströrelsen i Sverige i två delar betitlade Pingströrelsen – Händelser och utveckling under 1900-talet och Pingströrelsen – Verksamheter och särdrag under 1900-talet (2007).
Han var gift första gången 1969–1992 Ulla Luks och fick tre barn. Andra gången gifte han sig 1994 med Monica Tjärnén.